# Советское муниципальное образование (Дергачёвский район)
Советское муниципальное образование — сельское поселение в Дергачёвском районе Саратовской области Российской Федерации.
Административный центр — посёлок Советский.

## История
Статус и границы сельского поселения установлены Законом Саратовской области от 27 декабря 2004 года № 87-ЗСО «О муниципальных образованиях, входящих в состав Дергачёвского муниципального района».

## Население
| 2010  | 2011  | 2012  | 2013  | 2014  | 2015  | 2016  |
| ----- | ----- | ----- | ----- | ----- | ----- | ----- |
| 1334  | ↘1330 | ↘1303 | ↗1313 | ↗1322 | ↘1313 | ↗1339 |
| 2017  | 2018  | 2019  | 2020  | 2021  |       |       |
| ↘1336 | ↘1298 | ↘1270 | ↘1245 | ↘1092 |       |       |

## Состав сельского поселения
| № | Населённый пункт | Тип населённого пункта          | Население |
| - | ---------------- | ------------------------------- | --------- |
| 1 | Гореловский      | посёлок                         | ↘138      |
| 2 | Рабочий          | посёлок                         | ↘123      |
| 3 | Советский        | посёлок, административный центр | ↗1073     |